# Cerastium dominici
Cerastium dominici är en nejlikväxtart som beskrevs av Claude P.E. Favarger. Cerastium dominici ingår i släktet arvar, och familjen nejlikväxter. Inga underarter finns listade i Catalogue of Life.